# Сан Марино на Зимским олимпијским играма 2010.
Сан Марино на Зимским олимпијским играма 2010. у Ванкуверу, Британска Колумбија у Канади учествује осми пут, а представљао га је један алпски скијаш који се такмичио у велеслалому, а који је
и носио заставу Сан Марина на свечаном отварању.

## Алпско скијање

### Мушкарци
| Тачмичар       | Дисциплина | Резултати    | Резултати    | Резултати | Резултати | Резултати          |
| Тачмичар       | Дисциплина | 1. трка      | 2. трка      | Укупно    | Заостатак | Пласман/учес.(ук.) |
| -------------- | ---------- | ------------ | ------------ | --------- | --------- | ------------------ |
| Марино Кардели | Велеслалом | 1:40,88 (88) | 1:44,88 (80) | 3:25,76   | 47,93     | 80 / 81 (103)      |